# Constitution des Philippines
La Constitution de la République des Philippines (ou Constitution des Philippines) a été approuvée en 1987 et est entrée en vigueur le 11 février de la même année après une série de chartes et constitutions.

## Histoire
La Constitution actuelle de la République des Philippines est le résultat de diverses constitutions décrétées dans le pays. Depuis sa première Constitution de 1899, le pays a renouvelé ou modifié profondément le cadre constitutionnel à cinq reprises

### Constitution de Malolos de 1899

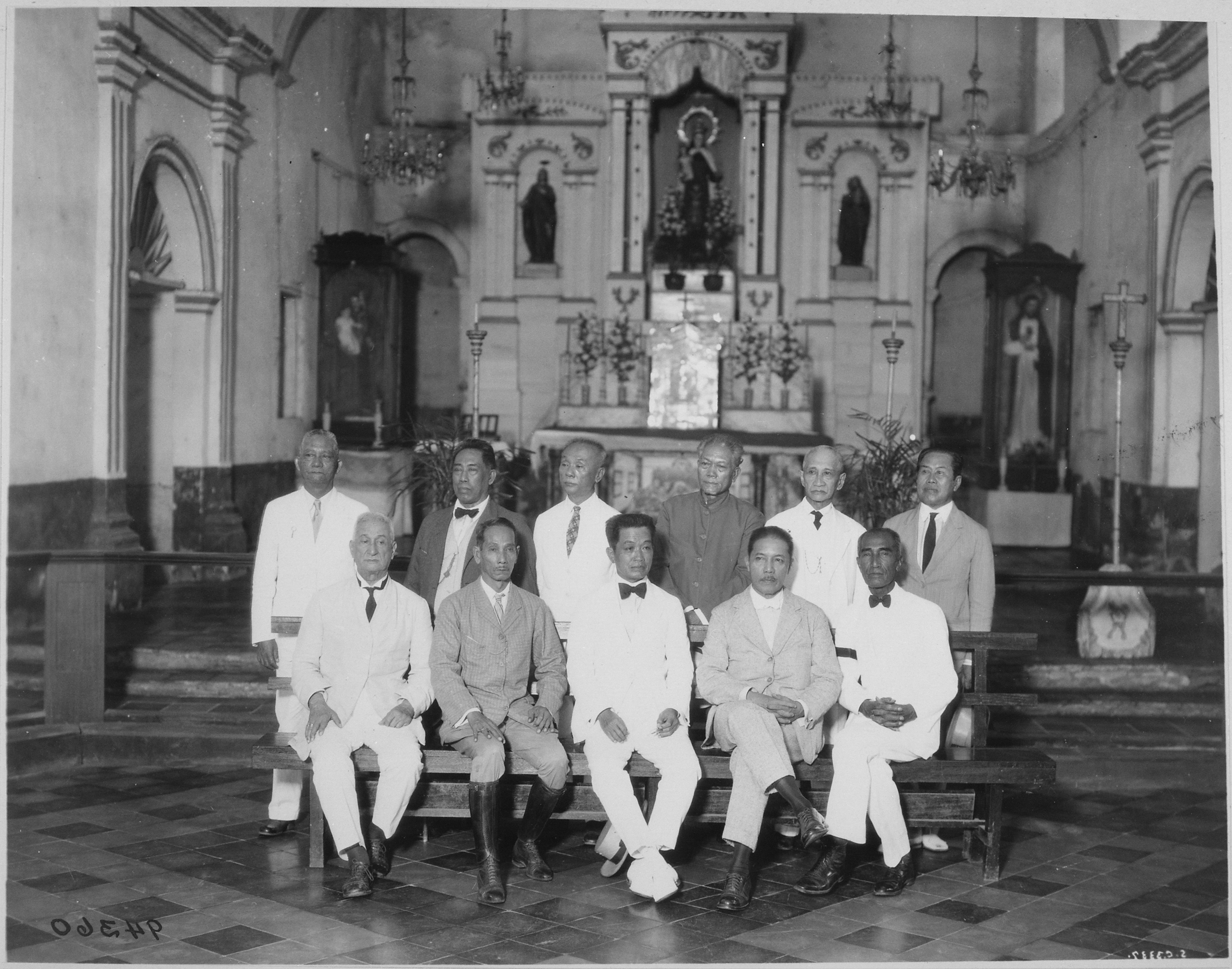
Le général Emilio Aguinaldo en 1929 - assis au centre - et dix des délégués de l'assemblée qui a approuvé la Constitution de Malolos.

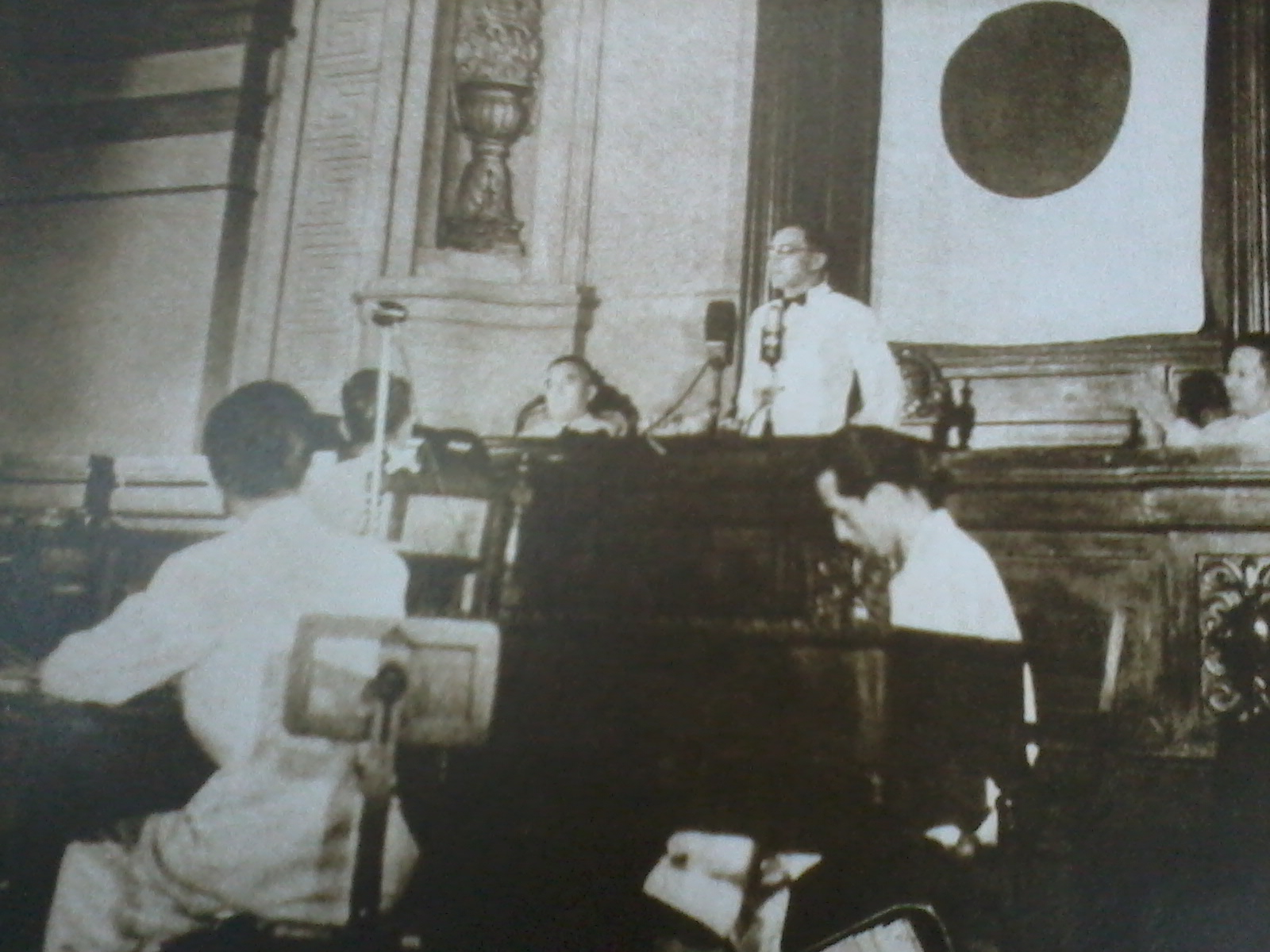
L'ex-président des Philippines, José P. Laurel, à l'Assemblée nationale pour approuver la Constitution de 1943.

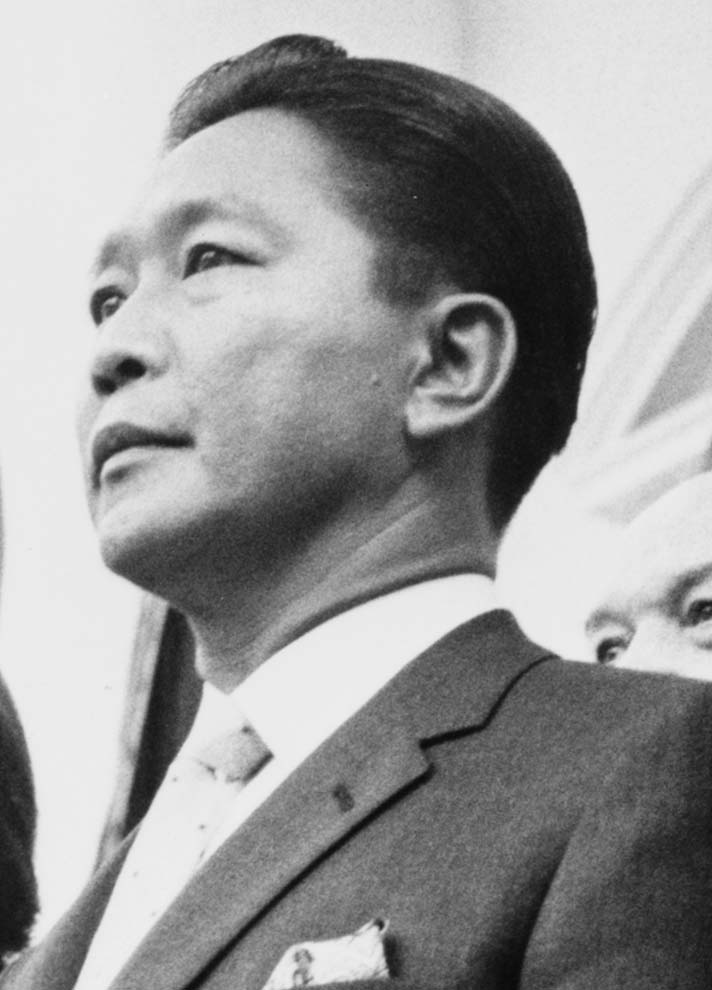
Ferdinand Marcos à la Maison-Blanche en 1966.

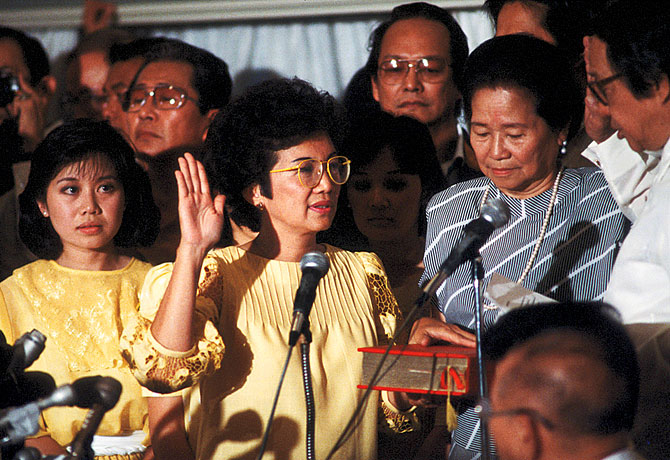
La présidente Corazon Aquino prêtant serment en 1986.

La première constitution républicaine des Philippines est la Constitution décrétée par l'Assemblée nationale de Malolos, le 21 janvier 1899, associée à la Première République des Philippines, laquelle, a été formée après la révolution contre l'Espagne, et la déclaration d'indépendance à Kawit, le 12 juin 1898. Cette Constitution marque la volonté de construire un régime démocratique et inclut la séparation des pouvoirs exécutif, législatif et judiciaire,,.
Mais, après avoir apporté leur soutien à la révolution philippine contre l'Espagne, les États-Unis signent le traité de Paris avec l'ancienne puissance coloniale et lui achètent l'archipel des Philippines. Passant outre à la déclaration d'indépendance des révolutionnaires philippins, les États-Unis imposent leur protectorat aux Philippines au prix d'une guerre de près de 14 ans, et d'une rare violence. Au nom d'une ambition civilisatrice, cette guerre devient un des symboles de l'impérialisme américain. La Constitution de Maloros est ignorée par les dirigeants américains qui montrent leur conception ethnocentrique et souvent raciste du Monde dans cette guerre coloniale.

### Constitution de 1935
En 1916, les États-Unis approuvent la loi, appelée Loi Jones, acceptant l'indépendance des Philippines à condition que soit constituée une administration ferme et démocratique. Le cadre constitutionnel correspondant est rédigé en 1934 et adopté en 1935. Une période transitoire s'ouvre qui doit déboucher sur un régime démocratique indépendant. Le territoire des Philippines prend pendant cette période le nom de Commonwealth des Philippines. Cependant la Seconde Guerre mondiale et l'invasion du Japon mettent fin à cette phase de transition,.

### Constitution de 1943 à la suite de l'invasion du Japon de 1941
Après une longue résistance philippine, le Japon prend possession du territoire et constitue un gouvernement militaire japonais contrôlé par l'Armée impériale. Des hommes politiques philippins acceptent de collaborer et ratifient une nouvelle Constitution en 1943,. Cette constitution est le socle d'un nouveau régime, la République des Philippines. Dans les faits, l'archipel demeura sous l'occupation militaire japonaise caractérisée par un régime de terreur et de multiples exactions. Contre ce nouvel occupant, se dresse une guérilla fidèle au gouvernement national philippin, et encadrée par des militaires américains, mais aussi une rébellion communiste, le Hukbalahap ou résistance huk.

### Constitution de 1935 remise en vigueur en 1946
Les Philippines ayant retrouvé leur totale indépendance le 4 juillet 1946, remettent en place la constitution de 1935. Cette constitution est la base d'un système démocratique où le président dispose d'une législature par période de 4 ans. Le jeune État philippin doit toutefois faire des concessions aux américains, notamment sur le maintien de bases militaires américaines et sur le droit des citoyens américains installés aux Philippines à exploiter les ressources naturelles du pays.

### Constitution de Ferdinand Marcos de 1973
Après diverses élections et des successions de présidents, en 1972, Ferdinand Marcos, pour se maintenir au pouvoir, déclare la loi martiale et modifie le cadre constitutionnel, en faisant rédiger une nouvelle Constitution.

### Constitution actuelle de 1987
Quatorze années plus tard, à la suite de différents mouvements et révoltes, Ferdinand Marcos est contraint à l'exil, laissant la présidence à la veuve de Benigno Aquino (adversaire assassiné en 1983), Corazon Aquino, qui met en place une nouvelle Constitution, celle actuellement en vigueur.
Cette nouvelle Constitution est rédigée en 133 jours par une commission de 48 membres et approuvée par un référendum constitutionnel, au suffrage universel le 2 février 1987,. La participation au référendum est forte et la proposition est largement approuvée. Ce vote exprime un rejet de l'extrémisme de droite comme de gauche. Il révèle aussi un désir de stabilité politique.

## Principaux points de la constitution de 1987
La constitution s'inspire de la Constitution « américaine » de 1935 et d'apports italiens, espagnols et anglo-saxons.
Le préambule dispose :

« Nous, le peuple philippin souverain, implorant l'aide de Dieu Tout-Puissant, en vue de construire une société juste et humaine et d'établir un gouvernement qui doit incarner nos idéaux et nos aspirations, promouvoir le bien commun, conserver et développer notre patrimoine, et sécurisé pour nous et notre postérité les bienfaits de la démocratie et de l'indépendance sous la primauté du droit et un régime de vérité, de justice, de liberté, d'amour, d'égalité et de paix, nous décrétons et promulguons cette Constitution. »

Elle établit un régime démocratique avec trois pouvoirs séparés et indépendants : le pouvoir exécutif, le pouvoir législatif, avec deux chambres de représentants (bicaméralisme), et le pouvoir judiciaire. Il y a trois commissions constitutionnelles : la Commission d'audit (Cour chargée du contrôle des comptes publics), la Commission d'administration, chargée de contrôler l'action du service public et la Commission électorale.
L'article II rappelle quelques principes de base du régime :
- Les Philippines sont un État démocratique et républicain (Section 1)
- Renonciation à la guerre (Section 2)
- Suprématie de l'autorité civile (article 3)
- Séparation de l'Église et de l'État (article 6)
- Politique étrangère indépendante (article 7)
- Liberté de recourir à des armes nucléaires (article 8)
- Politique sociale juste et dynamique favorisant la justice sociale (articles 9 et 10)
- Rôle de la famille comme unité autonome de base (article 12)
- Rôle de la jeunesse et des femmes dans l'édification nationale (articles 13 et 14)
- L'affirmation du travail «comme une force économique et sociale primaire» (article 14)
- Autonomie des collectivités locales (article 25)
- Interdiction des dynasties politiques et adoption de mesures contre la corruption (articles 26 et 27).

En plus, dans son article III, la Constitution établit une loi complète de droits fondamentaux, civils et politiques, qu'elle garantit. Cette charte des droits et libertés comprend :
- Le droit à un procès équitable et la protection égale (Section 1)
- Le droit contre les perquisitions et saisies sans mandat, inspiré du quatrième amendement de la Constitution des États-Unis (Section 2)
- Le droit à la vie privée (article 3)
- Le droit à la liberté d'expression, liberté de la presse, la liberté de réunion et le droit de pétition (article 4)
- Le libre exercice de la religion (article 5)
- Le droit de séjour et la liberté de circulation (Section 6)
- Le droit à l'information sur les questions d'intérêt public (article 7)
- Le droit de former des associations (article 8)
- Protection contre la dépréciation des obligations contractuelles (article 10)
- Le droit au libre accès aux tribunaux (article 11)
- Le droit d'être informé de son droit de garder le silence et d'avoir un avocat compétent et indépendant (article 12)
- Le droit à la libération sous caution et contre une caution excessive (article 13)
- Les droits de l'accusé (article 14)
- Le droit à l'habeas corpus. (Article 15)
- Le droit à un règlement rapide des procédures judiciaires (article 16)
- Le droit contre l'auto-incrimination (article 17)
- Le droit à des croyances et des aspirations politiques. (Article 18)
- L'interdiction des traitements cruels, inhumains ou dégradants (article 19)
- La protection contre l'emprisonnement pour dettes (article 20)
- Le droit contre la double incrimination (article 21)
- L'interdiction des lois rétroactives et décrets de confiscation (Article 22).